# Bertrimont
Bertrimont là một xã thuộc tỉnh Seine-Maritime trong vùng Normandie miền bắc nước Pháp.

## Huy hiệu
| Arms of Bertrimont | The arms of Bertrimont are blazoned: Quarterly 1&4: Azure, a griffon's head Or; 2&3: Gules, a sword argent; overall an inescutcheon Argent, a heart gules. |

## Dân số
| Năm | 1962 | 1968 | 1975 | 1982 | 1990 | 1999 | 2006 |
| --- | ---- | ---- | ---- | ---- | ---- | ---- | ---- |
| Dân số | 95   | 125  | 117  | 115  | 124  | 195  | 245  |
| From the year 1962 on: No double counting—residents of multiple communes (e.g. students and military personnel) are counted only once. |      |      |      |      |      |      |      |